# فايروس بيتهوفن (مسلسل كوري)
فيروس بيتهوفن هو مسلسل تلفزيوني كوري جنوبي عام 2008 من بطولة كيم ميونغ مين ولي جي آه وجانغ غن سوك.  لفت العرض الانتباه لكونه أول دراما كورية تصور حياة الموسيقيين الكلاسيكيين والأوركسترا والناس العاديين الذين يحلمون بأن يصبحوا موسيقيين.   تم بثه على قناة MBC في الفترة من 10 سبتمبر إلى 12 نوفمبر 2008 يومي الأربعاء والخميس في تمام الساعة 21:55 لمدة 18 حلقة.

## روابط خارجية
فايروس بيتهوفن (مسلسل كوري) على موقع IMDb (الإنجليزية)
- فايروس بيتهوفن (مسلسل كوري) على موقع كينوبويسك (الروسية)
- فايروس بيتهوفن (مسلسل كوري) على موقع ألو سيني (الفرنسية)
- فايروس بيتهوفن (مسلسل كوري) على موقع قاعدة بيانات الفيلم (الإنجليزية)